# Sænke slagskibe
Sænke slagskibe er et spil for to personer, der kan spilles med papir og blyant. Det er kendt verden over, og har eksisteret i denne form siden før Første Verdenskrig.
Spillet blev oprindeligt udtænkt af Clifford von Wickler i begyndelsen af 1900-tallet. Han tog dog aldrig patent på spillet, og det blev snart efter udgivet af Milton Bradley Company i 1943 som brætspillet "Broadsides, the Game of Naval Strategy".

## Spilleregler
Der spilles på fire plader, to for hver spiller. Pladerne er typisk kvadratiske – som regel 10 × 10 – og hvert enkelt felt på pladerne er identificeret ved bogstav (kolonne) og nummer (række).
På den ene plade placerer spilleren sine skibe og markerer, hvor modstanderen har forsøgt at skyde. På den anden plade markerer spilleren tilsvarende, hvor han/hun har forsøgt at ramme modstanderen.
Før spillet begynder, placerer hver spiller sine skibe på pladen. Hvert skib fylder et antal felter, og ligger enten vandret eller lodret. Skibene kan ikke ligge oven på hinanden. Hver spiller har lige mange af samme type skibe, men type og antal kan variere med reglerne.
Flåden består i den oprindelige udgave af følgende skibe:
|             | \| Skibstype \| Størrelse \| \| ----------- \| --------- \| \| Hangarskib \| 5 \| \| Slagskib \| 4 \| \| Destroyer \| 3 \| \| Ubåd \| 3 \| \| Patruljebåd \| 2 \| |
| Skibstype   | Størrelse |
| Hangarskib  | 5 |
| Slagskib    | 4 |
| Destroyer   | 3 |
| Ubåd        | 3 |
| Patruljebåd | 2 |

## Spillets gang
Når skibene er placeret, starter spillets første runde. Den første spiller nævner det felt (kolonne, række) i modstanderens flådefelt, han/hun vil skyde på. Hvis der ligger et skib, siger modspilleren "Ramt!" for at indikere, at et skib er ramt. Det afsløres ikke, hvilket skib, der er tale om, hvor stort det er, eller i hvilken retning, der skal skydes, for at sænke skibet. Skibet er først sænket, når alle de felter, som skibet ligger på, er ramt. Dette erklæres ved at sige "Sunket!".
Rammer man forbi, indikeres dette ved at sige "Plask!".
Herefter er den modspillerens tur til at skyde. Hver spiller har ét skud i hver runde.

## Afgørelse
Vinderen er den, der først får sænket alle modstanderes skibe.

## Variationer
I en variation af spillet har hver spiller et antal skud pr. runde svarende til det antal skibe, der endnu ikke er sænket. Så længe et skib ikke er sænket, kan det skyde, også selvom det er ramt.
Der kan også indføres "miner", som fylder ét felt. Fx 10 miner pr. spiller. Rammes en mine, så siges "Bum!" og evt .resterende skud i denne omgang mistes.